# Grupos Anarquistas Coordinados
Els Grupos Anarquistas Coordinados (GAC) o Grups Anarquistes Coordinats han sigut un intent de coordinació del moviment anarquista al territori de l'estat espanyol (sobretot a Catalunya), que s'ha vist reprimit i perseguit per atribuir-lis accions violentes.

## Principis fundacionals
En la seva presentació oficial a alasbarricadas.org i a barcelona.indymedia.org al juny del 2012, diuen textualment:
| « | Con este texto queremos presentarnos ante todxs lxs compañerxs anarquistas, libertarios y antiautoritarios. Desde hace unos meses y como fruto de un debate de fondo sobre anarquismo, movimiento teoría y práctica hemos creado desde diferentes grupos e individualidades anarquistas un espacio de coordinación donde poder reunir potenciales y dotar de mayor fuerza e impacto social los contenidos que sacamos a la calle con el fin de transformar el mundo en el que vivimos. | » |

## Accions armades
Segons els principals mitjans, l'organització va cometre a l'estat espanyol entre 2012 i 2013 cinc atemptats amb artefactes explosius de fabricació artesana, contra la catedral de la Almudena a Madrid, la Basílica del Pilar a Saragossa, dues sucursals de CaixaBank a Barcelona i una del BBVA a Madrid, i va trametre quatre cartes-bomba, a l'arquebisbe de Pamplona, un membre de la Legió de Crist de Madrid, dues a empreses italianes de Catalunya, i una cinquena simulada a València, assumint els principis i objectius de l'organització italiana Federazione Anarchica Informale–Fronte Rivoluzionario Internazionale (FAI-FRI).

## Desarticulació
La publicació del llibre Contra la Democracia, és el detonant perquè el jutge Javier_Gómez_Bermúdez iniciés la persecució al col·lectiu per ser "un punt de trobada de grups violents amb finalitats terroristes" vinculat al Comando Insurreccionalista Mateo Morral. Així mateix opinen els mitjans majoritaris.
A finals de 2013 es van detenir cinc persones amb relació a les accions armades, i l'organització fou desarticulada en desembre de 2014 en l'Operació Pandora, en la que foren detingudes a Catalunya onze persones més, dotze en març i nou més en octubre de 2015. Posteriorment la Jutge Carmen Lamela arxivaria les dues parts de la investigació, en considerar que es basava en afirmacions genèriques.